# Queen (álbum de Nicki Minaj)
Queen é o quarto álbum de estúdio da rapper norte-americana Nicki Minaj. Originalmente agendado para ser lançado em 15 de junho de 2018, foi adiado e lançado no dia 10 de agosto de 2018.  É o primeiro álbum de Minaj em quatro anos, após The Pinkprint (2014). O álbum traz colaborações de Ariana Grande, Eminem, Labrinth, Lil Wayne, Foxy Brown, Swae Lee, Future e The Weeknd.
O primeiro single do álbum, "Chun-Li", foi lançado em 12 de abril de 2018, com o single promocional "Barbie Tingz". Pegou #10 na Billboard Hot 100 e é certificado de platina pela RIIA.
Em 11 de junho, Minaj disponibilizou o single promocional "Rich Sex", com o rapper Lil Wayne. No mesmo dia, ela anunciou "Bed", parceria com a cantora norte-americana Ariana Grande, como segundo single do projeto, lançado no dia 14 de junho de 2018, juntamente com a pré-venda do álbum.
Queen foi considerado o álbum do ano de 2018 na 44ª edição do People's Choice Awards, realizados em 11 de novembro do mesmo ano, vencendo a álbuns de Ariana Grande, Camila Cabello, Cardi B e Shawn Mendes.

## Promoção e lançamento
Em 4 de maio, Minaj lançou vídeos musicais para "Chun-Li" e "Barbie Tingz". Três dias depois, ela anunciou o título e data de lançamento do álbum em uma entrevista dada durante o evento de moda Met Gala. Ela revelou que será intitulado Queen e que estaria previsto para ser lançado em 15 de junho. Em 19 de maio, ela cantou "Chun-Li" e "Poke It Out" com o rapper Playboi Carti no episódio final da 43ª temporada do programa de comédia Saturday Night Live. Minaj anunciou em um vídeo ao vivo no Instagram em 24 de maio de 2018, que a data de lançamento do álbum foi adiada para 10 de agosto de 2018, e estará disponível para pré-encomenda em junho. Minaj também revelou que haverá surpresas entre 11 e 15 de junho, incluindo a capa do álbum, que foi fotografada pela dupla de fotógrafos Mert e Marcus. Durante o vídeo ao vivo, Minaj também anunciou que irá embarcar em uma turnê que começará no final de setembro.
Em 7 de junho de 2018, Minaj revelou a capa do álbum em suas redes sociais. A capa apresenta Minaj em um galho de árvore com cocar e joias inspiradas em Cleópatra. Minaj descreve este álbum como seu "maior trabalho até hoje".
Em 11 de junho, Minaj revelou as datas das duas primeiras etapas de sua turnê mundial em suporte ao álbum, em conjunto com o rapper Future. A The Nicki Wrld Tour, inicialmente, passaria pela América do Norte entre setembro e novembro de 2018 e pela Europa entre fevereiro e março de 2019, com planos de passar também por outros continentes em 2019. Contudo, Minaj acabou por adiar a parte norte-americana da digressão para depois da parte europeia da mesma, ou seja, os concertos na América do Norte apenas se realizarão em 2019.

## Faixas
| Edição padrão  |                                                       | |                                                    |         |  |
| N.º            | Título                                                | Compositor(es)                                                                                             | Produtor(es)                                       | Duração |  |
| 1.             | "Ganja Burn"                                          | Onika Maraj · Jairus Mozee · Jeremy Reid                                                                   | J. Reid                                            | 4:54    |  |
| 2.             | "Majesty" (com participação de Eminem e Labrinth)     | O. Maraj · Luis Resto · Marshall "Eminem" Mathers · Timothy "Labrinth" Mckenzie                            | Labrinth · Eminem[A]                               | 4:55    |  |
| 3.             | "Barbie Dreams"                                       | O. Maraj · Rivelino Wouter · Rashad "Ringo" Smith · Melvin Hough II                                        | Mel & Mus · Ringo                                  | 4:39    |  |
| 4.             | "Rich Sex" (com participação de Lil Wayne)            | O. Maraj · Dwayne Carter, Jr. · Aubrey Delaine · Jawara Headley · J. Reid                                  | J. Reid · Big Juice[A]                             | 3:12    |  |
| 5.             | "Hard White"                                          | O. Maraj · Matthew "Boy-1da" Samuels · Brittany Hazzard · Ramon "Illmind" Ibanga Jr.                       | Boi-1da · Illmind                                  | 3:13    |  |
| 6.             | "Bed" (com participação de Ariana Grande)             | O. Maraj · Dwayne "Supa Dups" Chin-Quee · Benjamin Diehl · Brett Bailey · Gamal Lewis · Mescon David Asher | Supa Dups · Ben Billions · Beats Bailey · Messy[B] | 3:09    |  |
| 7.             | "Thought I Knew You" (com participação de The Weeknd) | O. Maraj · Abel Tesfaye · J. Reid · B. Hazzard                                                             | J. Reid                                            | 3:18    |  |
| 8.             | "Run & Hide"                                          | O. Maraj · Masamune Kudo · B. Hazzard · Rupert Thomas Jr.                                                  | Rex Kudo · Sevn Thomas                             | 2:34    |  |
| 9.             | "Chun Swae" (com participação de Swae Lee)            | O. Maraj · Khalif Brown · Leland Wayne                                                                     | Metro Boomin                                       | 6:10    |  |
| 10.            | "Chun-Li"                                             | O. Maraj · J. Reid                                                                                         | J. Reid · Nicki Minaj[B]                           | 3:11    |  |
| 11.            | "LLC"                                                 | O. Maraj · Jason Fox · Rasool Diaz · Wesley Dees                                                           | Sool · DJ Wes · JFK                                | 3:41    |  |
| 12.            | "Good Form"                                           | O. Maraj · Michael Williams II                                                                             | Mike Will Made It · Pluss                          | 3:19    |  |
| 13.            | "Nip Tuck"                                            | O. Maraj · B. Hazzard · Daniel Johnson · Jeremy Coleman · June Nawakii                                     | JMIKE · Kane Beatz · Nawakii                       | 3:27    |  |
| 14.            | "2 Lit 2 Late Interlude"                              | O. Maraj · B. Hazzard · Julian Gramma · Adam Feeney                                                        | J Gramm · Frank Dukes                              | 0:55    |  |
| 15.            | "Come See About Me"                                   | O. Maraj · B. Hazzard · Christopher Braide · Henry "Cirkut" Walter                                         | C. Braide · Cirkut                                 | 4:06    |  |
| 16.            | "Sir" (com participação de Future)                    | O. Maraj · L. Wayne · Nayvadius Wilburn · Xavier Dotson                                                    | Metro Boomin · Zaytoven                            | 3:44    |  |
| 17.            | "Miami"                                               | O. Maraj · R. Diaz · Douglas Patterson · Shane Lindstrom                                                   | Murda Beatz                                        | 3:10    |  |
| 18.            | "Coco Chanel" (com participação de Foxy Brown)        | O. Maraj · Ashley "Blank" Bannister · Joshua Adams · Inga Marchand                                         | J Beatzz                                           | 3:44    |  |
| 19.            | "Inspirations Outro"                                  | O. Maraj · J. Adams · A. Bannister                                                                         | J Beatzz · Blank[B]                                | 0:58    |  |
| Duração total: | Duração total:                                        | Duração total:                                                                                             | Duração total:                                     | 66:19   |  |

| Faixas bónus (Apple Music) |                                                                | |                          |         |  |
| N.º                        | Título                                                         | Compositor(es)                                                                                     | Produtor(es)             | Duração |  |
| 20.                        | "Fefe" (6ix9ine com participação de Nicki Minaj e Murda Beatz) | Andrew Green · Daniel "6ix9ine" Hernandez · O. Maraj · Lindstrom · Kevin Gomringer · Tim Gomringer | Murda Beatz · Cubeatz[B] | 2:59    |  |

| Faixas bónus (Target) |                   |                                     |              |         |  |
| N.º                   | Título            | Compositor(es)                      | Produtor(es) | Duração |  |
| 20.                   | "Barbie Tingz"    | O. Maraj · J. Reid                  | J. Reid      | 3:11    |  |
| 21.                   | "Regular Degular" | O. Maraj · Invincible · Cory Martin | Invincible   |         |  |

Notas:
- ↑[A]  denota um produtor adicional.
- ↑[B]  denota um co-produtor.

## Créditos
Os seguinte créditos foram adaptados do Tidal:
| Vocais - Nicki Minaj Produção - J. Reid - Dwayne "Supa Dups" Chin-Quee - Beats Bailey - Messy - Ben Billions - Audry "Big Juice" Delaine Co-produção - Nicki Minaj - Messy | Assistência em mixagem - John Hanes - Serban Ghenea - Laura Bates - Aubry "Big Juice" Delaine - Rashawn Mclean - Mike Seaberg - Jacob Richards - Jaycen Joshua | Assistência em engenharia - Laura Bates - Iván Jiménez - Aubry "Big Juice" Delaine - Labrinth - Nick Valentin - William Knauft - Jason Delattiboudere - Brian Judd - Jamal Berry - Manny Galvez - Jeff Edwards |

## Desempenho nas tabelas musicais
No Canadá, Queen estreou no segundo posto da tabela de álbuns, perdendo o primeiro posto para Astroworld (2018) de Travis Scott. O mesmo aconteceu nos Estados Unidos, onde foram movidas 185 mil unidades equivalentes a vendas, das quais 78 mil unidades representam apenas vendas do álbum e o restante inclui produtos de merchandising e promoções relativas a digressão da artista. Em ambos países, tornou-se no quarto álbum consecutivo da artista a alcançar as dez melhores posições. Em outros lugares, na Austrália, estreou no quarto posto da tabela musical de álbuns, tornando-se na posição de pico mais alta de Minaj naquele país, enquanto no Reino Unido tornou-se no segundo projecto de Minaj a atingir as dez melhores posições após ter estreado no número 5.
| País — Tabela musical (2018)                                                        | Posição de pico |
| ----------------------------------------------------------------------------------- | --------------- |
| Austrália — ARIA Albums Chart                                                       | 4               |
| Bélgica (Flandres) — Ultratop 200 Albums                                            | 11              |
| Bélgica (Valónia) — Ultratop 200 Albums                                             | 8               |
| Canadá — Albums Chart (Billboard)                                                   | 2               |
| Dinamarca — Album Top-40 (Hitlisten)                                                | 18              |
| Países Baixos — Album Top 100 (MegaCharts)                                          | 8               |
| Finlândia — Suomen virallinen albumilista                                           | 14              |
| República Checa — Top 100 Albums (Federação Internacional da Indústria Fonográfica) | 44              |
| França — Top Albums (Syndicat National de l'Édition Phonographique)                 | 7               |
| Polónia — Oficjalna Lista Sprzedaży (Związek Producentów Audio Video)               | 27              |
| Alemanha — Offizielle Top 100 (GfK Entertainment Charts)                            | 18              |
| Irlanda — Irish Recorded Music Association                                          | 5               |
| Nova Zelândia — Recorded Music NZ                                                   | 8               |
| Noruega — VG-lista                                                                  | 9               |
| Escócia — Albums Chart (The Official Charts Company)                                | 15              |
| Espanha — Top 100 Albumes (Productores de Música de España)                         | 20              |
| Suécia — Albums Top 60 (Sverigetopplistan)                                          | 15              |
| Itália — Federazione Industria Musicale Italiana                                    | 19              |
| Áustria — Ö3 Austria Top 40                                                         | 19              |
| Hungria — Magyar Hanglemezkiadók Szövetsége                                         | 31              |
| Suíça — Albums Top 100 (Schweizer Hitparade)                                        | 5               |
| Reino Unido — Albums Chart (The Official Charts Company)                            | 5               |
| Reino Unido — R&B Albums Chart (The Official Charts Company)                        | 1               |
| Estados Unidos — Billboard 200                                                      | 2               |
| Estados Unidos — Top R&B/Hip-Hop Albums (Billboard)                                 | 2               |